# 石川県災害拠点病院
石川県災害拠点病院（いしかわけんさいがいきょてんびょういん）は、石川県にある災害時の救急医療の拠点となる災害拠点病院。

## 概要
県内や近県で災害が発生し、通常の医療体制では被災者に対する適切な医療を確保することが困難な状況となった場合に、石川県知事の要請により傷病者の受け入れや医療救護班の派遣等を行う。

## 拠点病院の条件
- 建物が耐震耐火構造であること。
- 資器材等の備蓄があること。
- 応急収容するために転用できる場所があること。
- 応急用資器材、自家発電機、応急テント等により自己完結できること（外部からの補給が滞っても簡単には病院機能を喪失しないこと）。
- 近接地にヘリポートが確保できること。

## 病院一覧
出典：
| 基幹災害拠点病院 | 基幹災害拠点病院             | 基幹災害拠点病院    | 基幹災害拠点病院 | 基幹災害拠点病院 |
| 三次医療圏       | 病院名                       | 住所                | DMAT             | 救命             |
| ---------------- | ---------------------------- | ------------------- | ---------------- | ---------------- |
| 全県             | 石川県立中央病院             | 金沢市鞍月東2-1     | ○                | ○/DH             |
| 地域災害拠点病院 |                              |                     |                  |                  |
| 二次医療圏       | 病院名                       | 住所                | DMAT             | 救命             |
| 石川中央         | 公立松任石川中央病院         | 白山市倉光3-8       | ○                | ×                |
| 石川中央         | 国立病院機構金沢医療センター | 金沢市下石引町1-1   | ○                | ×                |
| 石川中央         | 金沢市立病院                 | 金沢市平和町3-7-3   | ○                | ×                |
| 石川中央         | 金沢赤十字病院               | 金沢市三馬2-251     | ○                | ×                |
| 南加賀           | 小松市民病院                 | 小松市向本折町60    | ○                | ×                |
| 能登中部         | 公立能登総合病院             | 七尾市藤橋町ア6-4   | ○                | ○                |
| 能登中部         | 公立羽咋病院                 | 羽咋市的場町松崎24  | ○                | ×                |
| 能登北部         | 市立輪島病院                 | 輪島市山岸町1-1     | ○                | ×                |
| 能登北部         | 珠洲市総合病院               | 珠洲市野々江町ユ1-1 | ○                | ×                |